# Hadena subjecta
Hadena subjecta är en fjärilsart som beskrevs av Walker 1857. Hadena subjecta ingår i släktet Hadena och familjen nattflyn. Inga underarter finns listade i Catalogue of Life.